# Kaguya (Raumsonde)
Kaguya (jap. かぐや) war ein Mondorbiter der japanischen Raumfahrtagentur JAXA, der von 2007 bis 2009 seinen Einsatz hatte. Der Start von Kaguya erfolgte am 14. September 2007 vom Tanegashima Space Center an Bord einer H-IIA-Rakete.

## Projektname und Missionsziele
Unter dem Projektnamen SELENE (Selenological and Engineering Explorer, zugleich griechischer Name des Mondes und griechische Mondgöttin) wurde die Mission nach der Mondprinzessin in der japanischen Legende Taketori Monogatari benannt. Die Betreiber bezeichneten die Raumsonde als „The largest lunar mission since the Apollo program“, also als die größte Mondmission seit dem Apollo-Programm.
Die primären Ziele der Mission waren das Studium der mineralogischen Zusammensetzung des Mondes, der Topographie, der Geologie, des Schwerefeldes und des Plasmas im Mond- und Sonne-Erde-System. Außerdem sollte die Sonde neue, für spätere Mondmissionen entscheidende Technologien testen.

## Technik
Die Mission bestand aus drei Satelliten: einem großen Orbiter, der die meiste wissenschaftliche Nutzlast zu tragen hatte, einem VLBI-Radiosatelliten (VRAD) und einem Relaissatelliten für die Kommunikation der Erde mit dem Hauptorbiter während der Flugphasen hinter dem Mond ohne direkten Signalweg zur Erde.

### Orbiter
Der quaderförmige Hauptorbiter ist etwa 2,1 m × 2,1 m × 4,2 m groß und in zwei Teile unterteilt: Das 2,8 m lange obere Missionsmodul mit den meisten wissenschaftlichen Instrumenten und das abtrennbare 1,2 m lange untere Antriebsmodul. Ein einzelnes Solarpanel befindet sich seitlich an der Raumsonde, die 1,3-m-Hochgewinnantenne ist an einer anderen Seite der Sonde, in 90°-Winkel zum Solarpanel, angebracht. Ein 12 m langer Magnetometer-Ausleger ragt vorne aus der Sonde hervor; weitere vier 15 m lange Radarantennen sind an den Ecken des Missionsmoduls angebracht.
Die Gesamtleermasse der Sonde betrug 1720 kg, dazu kamen noch 795 kg Treibstoff.
Die Energieversorgung durch das Solarpanel, das aus 22 m² GaAs/Ge-Solarzellen besteht, kann bis zu 3486 W Leistung erzeugen. Die Solarzellen speisen vier NiH2-Akkumulatoren mit einer Kapazität von je 35 Ah, die eine Spannung von 50 V liefern. Die Kommunikation erfolgt über die Hochgewinnantenne im S- und X-Band mit Datenraten über das X-Band von bis zu 10 Mbit/s zu einer 60 m großen Parabolantenne und über das S-Band (2263,6 MHz) von bis 2 Kbit/s zu einer 40 m großen Parabolantenne. Vier ungerichtete S-Band-Antennen werden zum Übertragen von Befehlen zur Sonde mit einer Geschwindigkeit von 1 Kbit/s genutzt. Die Speicherkapazität des bordeigenen Speichersystems beträgt 10 GByte.
Das Haupttriebwerk der Sonde befindet sich im Antriebsmodul und liefert einen Schub von 500 N durch Verbrennung von NTO und Hydrazin. Das Mission Module trägt 13 wissenschaftliche Instrumente:

- eine Mehrband-Kamera
- eine Geländekamera
- eine TV-Kamera
- einen Spektral Profiler
- ein Röntgenspektrometer
- ein Gammastrahlenspektrometer
- ein Radar
- einen Laser-Höhenmesser
- ein Magnetometer
- einen Plasma Imager
- ein Spektrometer für geladene Teilchen
- einen Plasma-Analysator
- und zwei Ausrüstungsteile für Radioexperimente.

Auf der Außenhülle der Sonde wurden zwei Platten angebracht, auf denen die zugesandten Namen und Botschaften von über 410.000 Menschen eingraviert worden waren. 

### Subsatelliten
Die beiden triebwerkslosen Subsatelliten von Kaguya sind sich im Aufbau sehr ähnlich. Jeder hat eine achteckige zylindrische Form und misst 1,0 m × 1,0 m × 0,65 m bei einer Masse von 50 kg. Beide Satelliten verfügen über eine Dipolantenne und werden mit zehn Umdrehungen pro Minute rotationsstabilisiert. Die Solarzellen an jeder Seite liefern 70 W Leistung, jede speist einen 26-V-NiMH-Akku mit einer Kapazität von 13 Ah.

#### VRAD-Satellit (Ouna)
Der Satellit verfügt über eine X-Band- und drei S-Band-Radioquellen. Damit ermöglicht er in Verbindung mit dem Relaissatelliten erdgebundene differenziale VLBI-Messungen (Very Long Baseline Interferometrie). Der Satellit wurde am 12. Oktober 2007 in einer polaren Umlaufbahn zwischen 100 km und 800 km Höhe ausgesetzt und sollte über ein Jahr lang in dem Orbit kreisen können. 

#### Relaissatellit (Okina)
Der Relaissatellit verfügt ebenfalls über eine X-Band- und drei S-Band-Radioquellen und wird zum Weiterleiten des Signals zwischen dem Orbiter und der Erde genutzt, was bei den Messungen des Schwerefeldes auf der Rückseite des Mondes notwendig ist. Der Satellit wurde am 9. Oktober 2007 in einem Orbit mit einer Periapsis von 100 km und einer Apoapsis von 2400 km ausgesetzt und sollte ein Jahr lang funktionieren; tatsächlich schlug er erst am 12. Februar 2009 um 19:46 Uhr (JST) auf der Mondrückseite auf.

## Mission

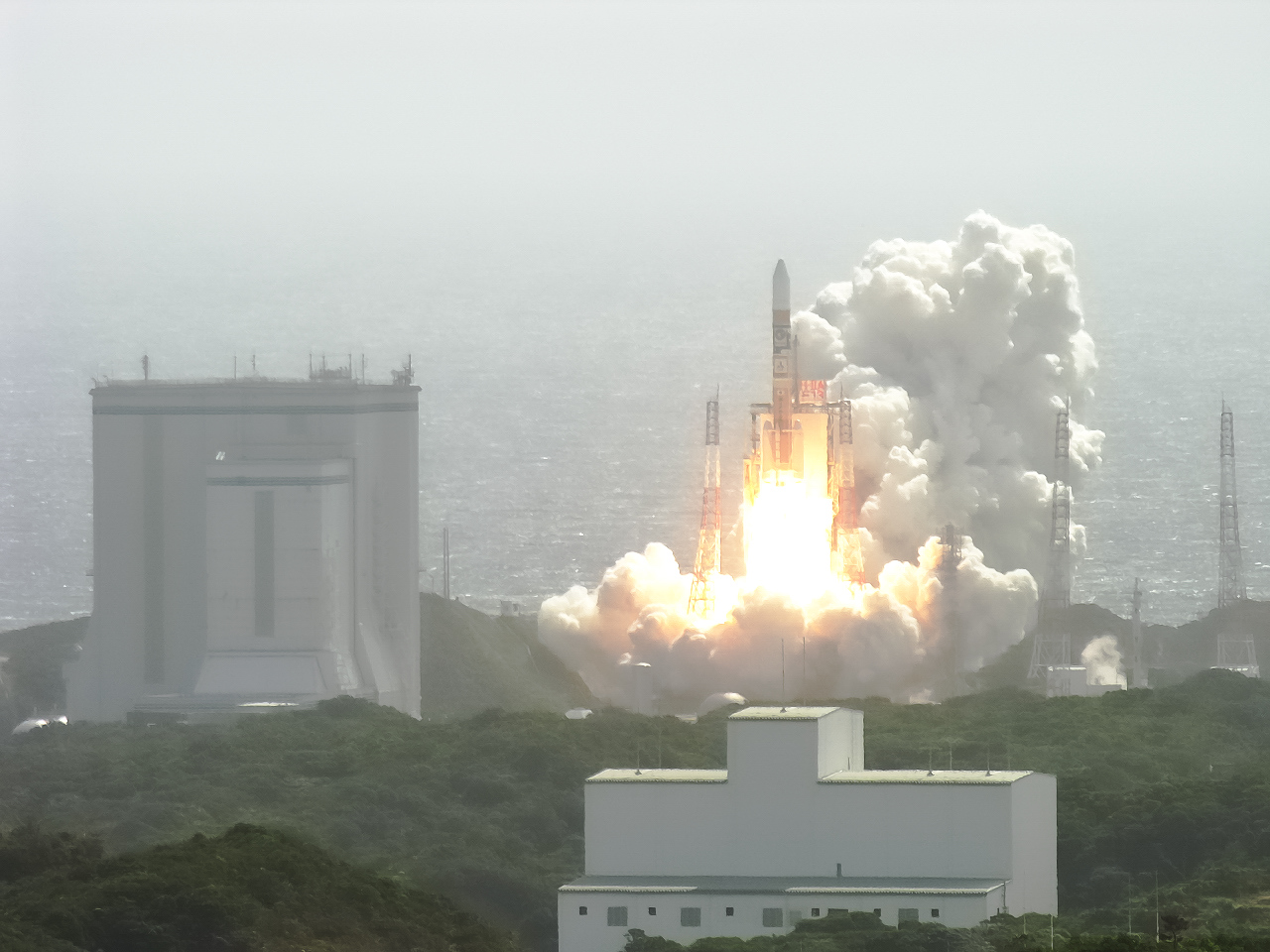
Start der Trägerrakete mit der Mondsonde Kaguya (Foto: Narita Masahiro)

Der ursprünglich für Ende 2005 geplante Start der Kaguya-Mission wurde aufgrund des Fehlstarts der sechsten H-2A-Rakete Ende 2003 auf August 2006 verschoben. Später verschob sich der Start weiter ins Jahr 2007. Ein für den 16. August 2007 geplanter Termin musste wegen fehlerhaft eingebauter Kondensatoren in den Subsatelliten auf den 13. September verlegt werden. Schlechtes Wetter zwang die JAXA, den Start nochmals um 24 Stunden zu verschieben.
Kaguya wurde am 14. September 2007 um 1:31 UTC von einer H-2A-Rakete vom Tanegashima Space Center in einen 270 km hohen Parkorbit um die Erde mit einer Neigung von 30,4° gebracht. Danach wurde die Sonde auf die Reise zum Mond geschickt.
Am 29. September gelang erstmals die Aufnahme einer Bilderfolge der Erde in hochauflösender Bildqualität. Die Fotos zeigen die Erde aus 110.000 km Entfernung.
Nach zwei Kurskorrekturen erreichte Kaguya am 3. Oktober 2007 den Mond und trat um 21:20 UTC in einen polaren Mondorbit zwischen 101 km und 11.471 km Höhe ein; für einen Umlauf benötigte Kaguya 16:42 Stunden.
Am 9. Oktober um 0:36 UTC setzte Kaguya den Relaissatelliten Rstar in eine lunare Umlaufbahn aus, die zwischen etwa 100 km und 2400 km über der Mondoberfläche liegt. Drei Tage später folgte der VRAD-Satellit, dessen Bahn niedriger verläuft.
Planmäßig trat der Orbiter am 19. Oktober 2007 in seinen polaren Zielorbit mit einer zweistündigen Umlaufzeit ein. Nach der Absenkung der Apoapsis lag die Bahnhöhe zwischen 80 km und 123 km über der Mondoberfläche. Dieser Orbit sollte ein Jahr lang beibehalten werden, wozu etwa alle zwei Monate Bahnkorrekturen geplant waren. Zwei Tage später wurde Kaguya in den operationellen Modus versetzt und mit der Systemüberprüfung begonnen.
Während der Testphase der HDTV-Kamera von Ikegami nahm der Orbiter am 31. Oktober zwei mehrminütige Filme in hochauflösender Qualität auf. Es waren die ersten HDTV-Bilder, die von der Mondoberfläche angefertigt wurden.
Die Testphase aller Bordsysteme war nach zwei Monaten beendet, und Kaguya nahm am 21. Dezember 2007 seinen Wissenschaftsbetrieb auf. Nach Angaben der JAXA arbeiteten das Röntgen- sowie das Ladungsteilchenspektrometer (CPS) noch nicht mit voller Kapazität. Ersteres besteht aus vier einzelnen Kameras, die zusammengeschaltet werden können, um eine höhere Auflösung zu erreichen. Während der Überprüfung zeigte sich beim Simultanbetrieb ein zu hohes Rauschen.
Kaguya schlug am 10. Juni 2009 um 20:25 MESZ bei 80,4° O, 65,5° S in der Nähe des Kraters Gill mit etwa 6000 km/h geplant auf der Mondoberfläche auf. Der Lichtblitz, der durch den Aufschlag verursacht wurde, konnte von erdgebundenen Teleskopen, wie dem Anglo-Australian Telescope in Australien und dem Mount-Abu-Observatorium in Indien, beobachtet werden.

## Wissenschaftliche Ergebnisse
Die Mission lieferte genauere dreidimensionale topographische Bilder der Mondoberfläche und eine Vermessung des Schwerefeldes auch der erdabgewandten Seite des Mondes.
So konnte beispielsweise die Tiefe des Kraters Pythagoras genauer auf bis zu 4.800 m ermittelt und der Krater Schrödinger erstmals detailliert fotografiert werden.
Kaguya lieferte auch die ersten Bilder vom Innern des Kraters Shackleton am Südpol: man fand dort aber nicht die erhofften Hinweise auf Wassereis.
Eine Karte der Mondoberfläche zur Verteilung von Uran, Thorium und Kalium konnte auf Basis der Messungen des Gammastrahlenspektrometers (GRS) vom 14. Dezember 2007 bis 17. Februar 2008 und vom 7. Juli bis 31. Oktober 2008 erstellt werden.
Bei ersten Auswertungen der Messdaten wurde 2009 eine 65 Meter breite Bodenöffnung im Bereich der Marius-Hügel im Oceanus Procellarum entdeckt, die auf das Vorhandensein einer größeren Höhle hinwies. Die GRAIL-Mission der NASA (2012) lieferte konkretere Hinweise auf Mondhöhlen, die sich bei der weiteren Auswertung der Kaguya-Daten bestätigten. Die 2009 entdeckte Mondöffnung könnte demnach Teil eines etwa 50 Kilometer langen und 100 Meter breiten Lavatunnels sein.